# Station Mysen
Station Mysen is een spoorwegstation in  Mysen in fylke Viken in Noorwegen. Het station, uit 1882, ligt aan de oostelijke tak van Østfoldbanen. Mysen wordt bediend door de stoptreinen van lijn L22 die rijden tussen Skøyen en Mysen. In de spits rijden sommige treinen verder naar Rakkestad.